# Hanoi Rocks
Hanoï Rocks est un groupe de rock finlandais, originaire d'Helsinki. Il est formé en 1979 par Andy McCoy et Michael Monroe. Le groupe se sépare en 1985 après la mort de son batteur Nicholas « Razzle » Dingley en décembre 1984. Le chanteur Michael Monroe et le guitariste Andy McCoy reforment Hanoï Rocks en 2001, et sont actifs avec la nouvelle formation du groupe jusqu'en 2009.

## Biographie

### Années 1980–1990
Après un début de carrière en Finlande puis en Suède, le groupe décide de rejoindre l'Angleterre afin d'élargir son public. Il multiplie alors les petits concerts et commence à se faire connaître grâce aux albums Oriental Beat et Self Destruction Blues. Leur notoriété croissante leur permet même de jouer au célèbre Marquee Club de Londres.
Dans les années 1980, Hanoï Rocks était le plus célèbre groupe finlandais dans le monde et est toujours populaire aux États-Unis, au Japon et au Royaume-Uni. Ils étaient aussi un des premiers groupes de rock à se produire en Asie. Selon leur ancien manager[réf. souhaitée], Hanoi Rocks aurait vendu entre 780 000 et 1 000 000 d'albums dans le monde entier, la plupart en Scandinavie et au Japon.
En 1982, Hanoï Rocks se sépare de son batteur, Gyp Casino, au profit de Nicholas « Razzle » Dingley. Ce remplacement est une étape déterminante dans l'évolution musicale du groupe[réf. souhaitée]. Après une tournée en Inde puis au Japon, ils partent pour les États-Unis avec un contrat chez CBS en poche. Le succès commence à venir[réf. souhaitée] grâce notamment à l'album Two Steps from the Move : le groupe est alors de plus en plus diffusé sur MTV et par les radios FM, et les concerts se multiplient[réf. souhaitée]. 
En décembre 1984, Razzle est tué dans un accident de la route alors que Vince Neil (le chanteur de Mötley Crüe) était au volant. Neil et Razzle percutent une voiture et Razzle est projeté de la voiture. Il meurt quelques heures plus tard dans un hôpital de Los Angeles. Vince Neil, quant à lui, survit à l'accident, mais doit purger une peine de prison pour homicide involontaire (l'accident a eu lieu alors qu'il conduisait en état d'ivresse). Traumatisé par ce drame, le groupe se sépare en 1985.

### Années 2000

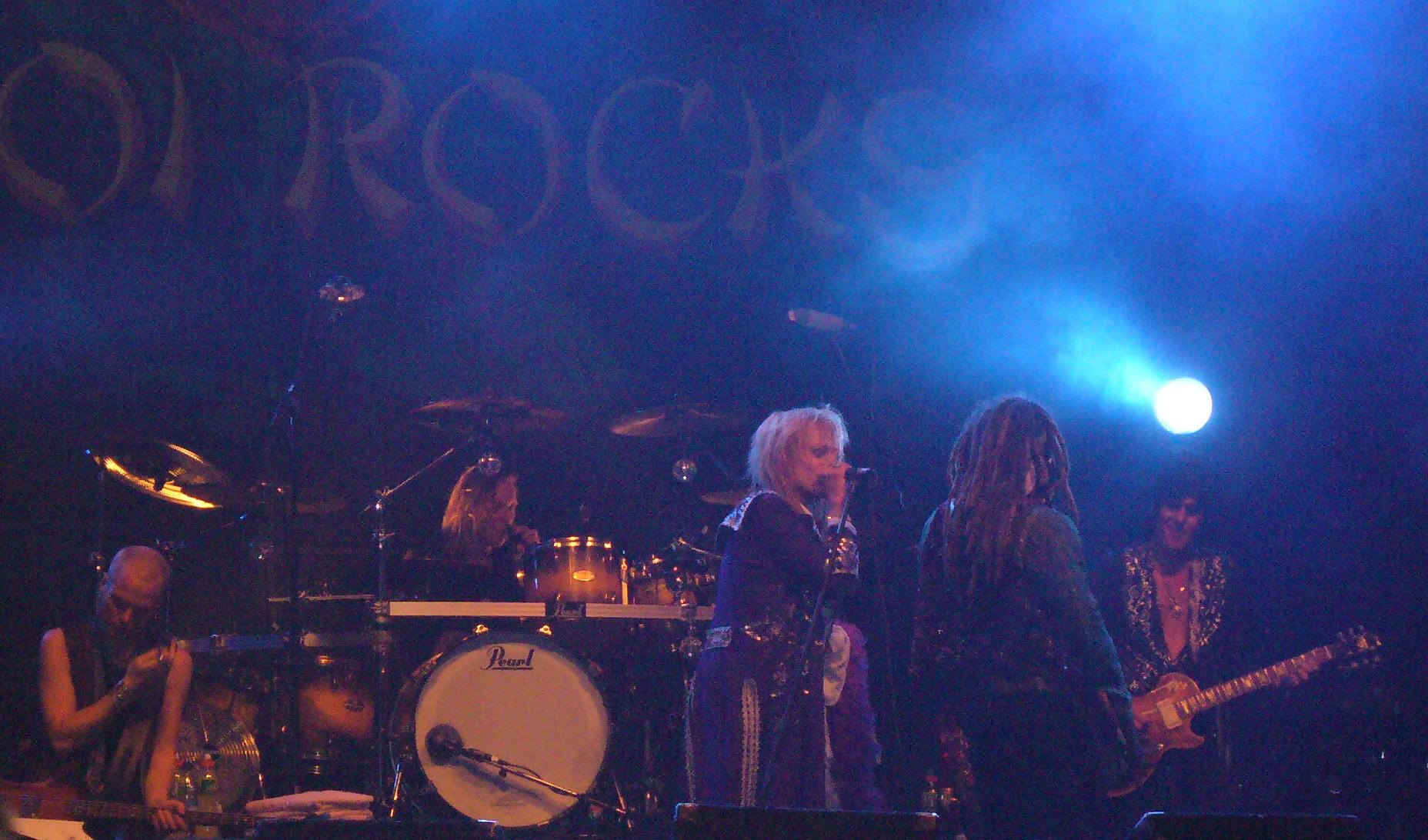
Hanoi Rocks sur scène en 2005.

En 2002 le groupe se reforme, cependant, seuls deux membres originaux font partie de ce nouvelle formation : Andy McCoy et Michael Monroe, qui auront l'idée de se réunir à nouveau après un concert en février 2001, ce qui est leur première apparition sur scène ensemble depuis 1985. Durant l'été 2001, Michael Monroe et Andy McCoy ont fait une tournée ensemble sous le nom de Hanoi Revisited. Bien que Michael Monroe semblât hésitant face à l'idée d'un retour d'Hanoï Rocks[réf. souhaitée], celui-ci accepta mais précisa dans la presse[Quand ?][Où ?] qu'il s'agissait plus d'une renaissance plutôt qu'une véritable reformation du groupe étant donné que seuls lui et McCoy en faisaient partie. L'album Twelve Shots on the Rocks se classe directement numéro un des ventes en Finlande[réf. souhaitée]. 
Le 21 octobre 2008, quelques mois après le départ de Lacu, le groupe annonce qu'il se sépare de nouveau.

## Influences
De nombreux artistes ont cité Hanoï Rocks comme une influence majeure ; Axl Rose déclarera même : « Si Hanoï Rocks avait obtenu le succès qu'ils méritaient, vous n'auriez jamais entendu parler de Guns N' Roses[réf. nécessaire] ».

## Membres

### Derniers membres
- Michael Monroe - chant, piano, guitare, saxophone, harmonica (1979-1985, 2002-2009)
- Andy McCoy - guitare (1979-1985, 2002-2009)
- Conny Bloom - guitare (2004-2009)
- Andy « A.C. » Christell - basse (2004-2009)
- George Atlagic - batterie, percussions (2008-2009)

### Anciens membres
- Stefan Piesnack - guitare (1979-1980)
- Nasty Suicide - guitare (1980-1985)
- Mickey Crane - guitare (2002)
- Costello Hautamäki - guitare (2002-2004)
- Nedo - basse (1979-1980)
- Sami Yaffa - basse (1980-1985)
- René Berg - basse (1985)
- Timo Kaltio - basse (1985)
- Timpa - basse (2002-2004)
- Peki Sirola - batterie, percussions (1979-1980)
- Keimo Hirvonen - batterie, percussions (1980)
- Gyp Casino - batterie, percussions (1980-1982)
- Razzle - batterie, percussions (1982-1984)
- Terry Chimes - batterie, percussions (1984-1985)
- Lacu - batterie, percussions (2002-2008)

## Discographie

### Albums studio
- 1981 : Bangkok Shocks Saigon Shakes Hanoï Rocks
- 1982 : Oriental Beat
- 1983 : Self Destruction Blues
- 1983 : Back to Mystery City
- 1984 : Two Steps From the Move
- 1990 : Tracks From A Broken Dream
- 1992 : Lean On Me (Compil' and Demos Sessions 85)
- 2002 : Twelve Shots on the Rocks
- 2005 : Another Hostile Takeover
- 2007 : Street Poetry

### Albums live
- 1984 : All Those Wasted Years (Live At The Marquee Club 12/83)
- 1985 : Rock and Roll Divorce (Live At The Rockerina Festival, Poland 5/85)

### Compilations
- 1985 : Best of Hanoi Rocks
- 1986 : Million Miles Away
- 1989 : The Collection
- 1981 : Dim Sum
- 1990 : Tracks From a Broken Dream
- 1990 : Story
- 1991 : Strang Boys Play Weird Openings
- 1992 : Lean on Me
- 199? : Up Around the Bend - Super Best
- 1996 : All Those Glamourous Years
- 2000 : Decadent Dangerous Delicious
- 2000 : Kill City Kills
- 2001 : Hanoi Rocks 4-CD Box Set
- 2004 : Up Around the Bend...The Definitive Collection
- 2005 : Lightning Bar Blues: the Albums 1981-1984
- 2008 : This One´s For Rock´n´Roll - Best of 1980-2008
- 2009 : Ripped Off, Odd Tracks and Demos

### Singles
- I Want You (1980)
- Dead by X-mas (1981)
- Desperados (1981)
- Tragedy (1981)
- Love's An Injection (1982)
- Motorvatin’ (1982)
- Malibu Beach (1983)
- Until I Get You (1983)
- Don't You Ever Leave Me (1984)
- Underwater World (1984)
- Up Around the Bend (1984)
- A Day Late, A Dollar Short (2002)
- In My Darkest Moment (2002)
- People Like Me (2002)
- Keep Our Fire Burning (2004)
- Fashion (2007)
- Teenage Revolution (2008)

### Bootlegs
- 1983 : Tokyo Sundown (live au Japon)
- 1985 : Spirit In The Sky (live au Hammersmith 1983 et live en Pologne)
- 1986 : Rareties (live en Finlande 1981-1985)
- 1988 : Lightning Bar Kids (live au Hammersmith)
- 1988 : Kill City Blues (live à Osaka, Japon)
- 2002 : Sticky Fingers (live à Gothenburg, Suède)

## Vidéographie
- Hanoï Rocks - The Story (VHS)
- All Those Wasted Years (VHS) - (live 1983) - The Marquee Club
- TNT - The Nottingham Tapes (VHS et DVD) - (live 1984)